# Прелатов, Игорь
Игорь Александрович Прелатов (латыш. Igors Prelatovs; род. 18 сентября 1986, Даугавпилс, Латвийская ССР, СССР) — латвийский политик, председатель городской думы Даугавпилса с 29 июня 2020 года по 1 июля 2021 года.

## Биография
В 2010 году окончил Рижский технический университет, после этого два года прожил в Канаде. Затем вернулся в Даугавпилс и работал инженером городского управления коммунального хозяйства.

## Партийность
Член политической организации «Наша партия» («Mūsu partija»).
- На выборах 14 Сейма 2 ЛР идет от партии А. Гобземса.

23 ноября 2024  на съезде партии "Сарауй Латгалия" избран в руководство партии/Дума.

## Вице-мэр
С 4 сентября 2017 года был первым заместителем председателя городской думы города Даугавпилса, с 22 ноября 2018 года по 17 января 2019 года исполнял обязанности мэра города, с 25 июля 2019 года вновь стал вице-мэром. 12 марта 2020 года сложил свои полномочия.

## Мэр
29 июня 2020 года избран председателем городской думы по предложению Л. Янковской (11 из 12 присутствовавших депутатов поддержали кандидатуру, один депутат не участвовал в голосовании).

## Выборы 2021 года
Избран в городскую думу Даугавпилса на выборах 2021 года. На первом заседании новой думы 1 июля 2021 года ушёл в отставку с поста мэра.

## Выборы 14 Сейма
Заявился на выборы 14 Сейма 1 октября 2022 года 2 ЛР в составе партии А. Гобземса, от Латгалии №1.

## Декларация о доходах
Согласно декларации о доходах за 2020 год заработал 21 864,84 евро.
За 2021 заработал 19 651,79 евро.